# The Lady Came from Baltimore
The Lady Came from Baltimore (manchmal auch nur Lady Came from Baltimore) ist ein Song des US-amerikanischen Singer-Songwriters Tim Hardin (1941–1980) aus dem Jahr 1967. Er wurde angeregt durch die Beziehung Hardins zu seiner Frau Susan Yardley Morss und beschreibt die unglückliche Liebe eines armen Mannes (Diebes) zu einem Mädchen (Susan Moore) aus wohlhabendem Hause.

## Allgemeines
Neben Reason to Believe (1966), How Can We Hang On to a Dream (1966) und If I Were a Carpenter (1967) gehört The Lady Came from Baltimore zu den bekanntesten Songs von Tim Hardin. Er sang es u. a. im Jahr 1974 in einem Duett mit dem damaligen It-Girl Twiggy.

## Rezeption
Der Song wurde u. a. von Bobby Darin, Scott Walker, Johnny Cash, Joan Baez, Cliff Richard und Bob Dylan gecovert.